# FC 보토샤니
FC 보토샤니(루마니아어: Fotbal Club Botoșani)는 보토샤니를 연고로 하는 루마니아의 축구 클럽이다. 현재는 리가 I에 참가하고 있다.

## 성적
- 리가 II 우승 1회 (2012-13)
- 리가 III 우승 1회 (2003-04)

## 선수 명단

### 현역
참고: FIFA 자격 규정에 따라 소속된 국가대표팀 국기를 표시합니다. 선수는 복수의 FIFA 비회원국 국적을 가지고 있을 수 있습니다.
| 번호 | 포지션 | 국적       | 이름              |
| ---- | ------ | ---------- | ----------------- |
| 9    | FW     |            | 엔조 로페스       |
| 12   | MF     | 나이지리아 | 아담스 프라이데이 |

| 번호 | 포지션 | 국적 | 이름              |
| ---- | ------ | ---- | ----------------- |
| 64   | MF     |      | 잘리 무아디브     |
| 99   | GK     |      | 얀니스 아네스티스 |

## 역대 감독
| 감독      | 임기 |
| --------- | ---- |
| 단 알렉사 | 2023 |

### 역대
틀:FC 보토샤니 선수 명단